# Diocesi di Odessa-Sinferopoli
La diocesi di Odessa-Sinferopoli (in latino Dioecesis Odesensis-Sympheropolitana) è una sede della Chiesa cattolica suffraganea dell'arcidiocesi di Leopoli. Nel 2023 contava 18.430 battezzati su 8.274.000 abitanti. È retta dal vescovo Stanislav Šyrokoradjuk, O.F.M.

## Territorio

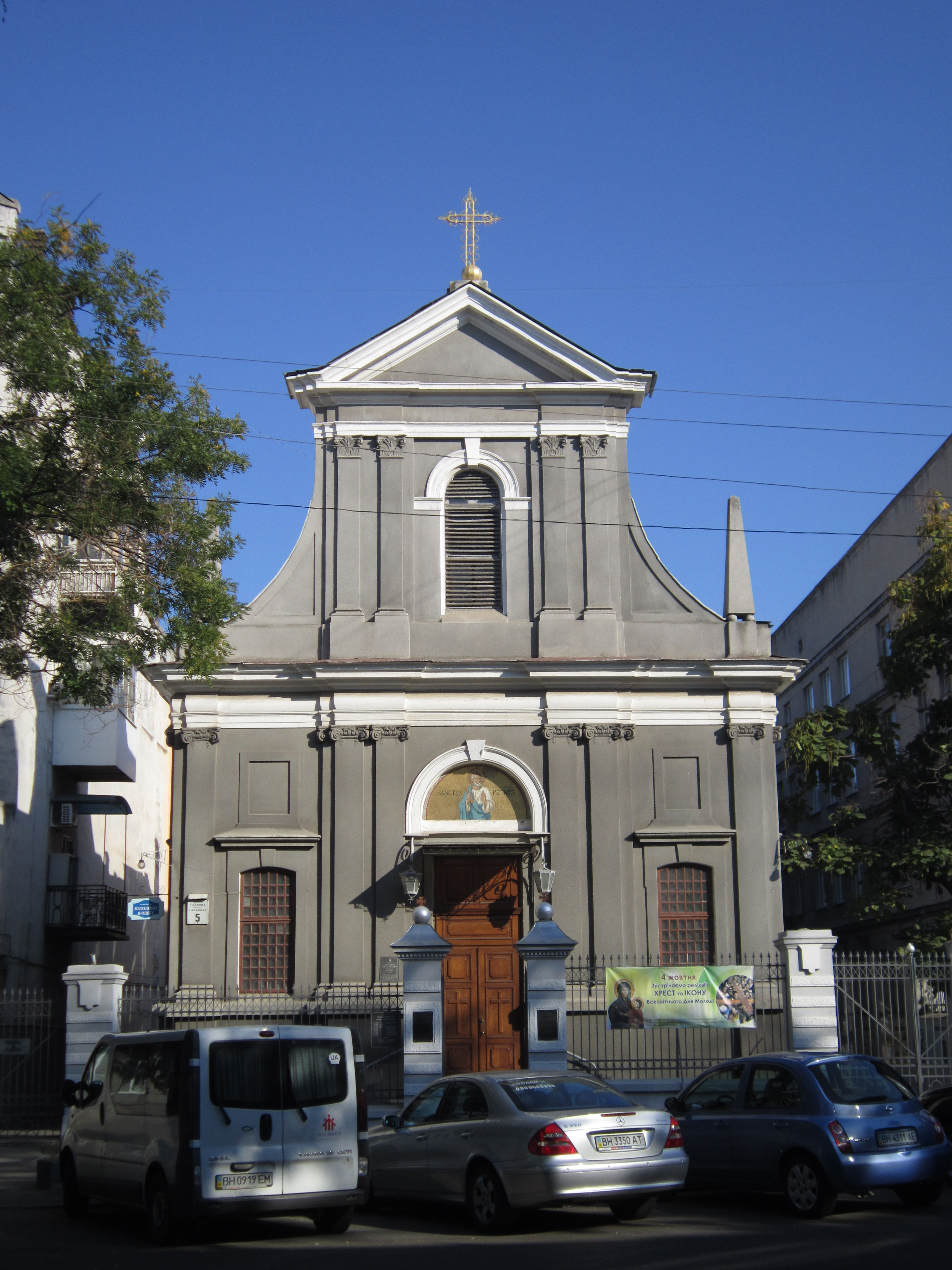
La basilica minore di San Pietro a Odessa.

La diocesi comprende le oblast' ucraine di Odessa, Mykolaïv, Cherson e Kirovohrad, e la penisola di Crimea.
Sede vescovile è la città di Odessa, dove si trova la cattedrale dell'Assunzione di Maria Vergine. Nella stessa città sorge anche la basilica minore di San Pietro.
Il territorio è suddiviso in 160 parrocchie.

## Storia
La diocesi è stata eretta il 4 maggio 2002 con la bolla Caram Ucrainae di papa Giovanni Paolo II, ricavandone il territorio dalla diocesi di Kam"janec'-Podil's'kyj.
Il 1º marzo 2007 la Congregazione per il culto divino e la disciplina dei sacramenti ha confermato san Clemente I patrono principale della diocesi.

## Cronotassi dei vescovi
Si omettono i periodi di sede vacante non superiori ai 2 anni o non storicamente accertati:
- Bronisław Bernacki † (4 maggio 2002 - 18 febbraio 2020 ritirato)
- Stanislav Šyrokoradjuk, O.F.M., succeduto il 18 febbraio 2020

## Statistiche
La diocesi nel 2023 su una popolazione di 8.274.000 persone contava 18.430 battezzati, corrispondenti allo 0,2% del totale.
| anno | popolazione | popolazione | popolazione | presbiteri | presbiteri | presbiteri | presbiteri                | diaconi | religiosi | religiosi | parrocchie |
| anno | battezzati  | totale      | %           | numero     | secolari   | regolari   | battezzati per presbitero | diaconi | uomini    | donne     | parrocchie |
| ---- | ----------- | ----------- | ----------- | ---------- | ---------- | ---------- | ------------------------- | ------- | --------- | --------- | ---------- |
| 2003 | 15.300      | 8.500.000   | 0,2         | 10         | 5          | 5          | 1.530                     |         | 5         | 25        | 15         |
| 2004 | 16.360      | 10.000.000  | 0,2         | 12         | 4          | 8          | 1.363                     |         | 11        | 33        | 70         |
| 2013 | 33.000      | 9.980.000   | 0,3         | 55         | 34         | 21         | 600                       |         | 22        | 40        | 156        |
| 2016 | 18.000      | 8.500.000   | 0,2         | 57         | 38         | 19         | 315                       |         | 20        | 32        | 156        |
| 2019 | 18.270      | 8.453.600   | 0,2         | 80         | 58         | 22         | 228                       |         | 23        | 33        | 160        |
| 2021 | 18.400      | 8.274.000   | 0,2         | 63         | 39         | 24         | 292                       |         | 26        | 31        | 160        |
| 2023 | 18.430      | 8.274.000   | 0,2         | 57         | 35         | 22         | 323                       |         | 44        | 30        | 160        |